# Площадка 16
Площадка № 16  — пусковая площадка на космодроме «Плесецк». Она состоит из одной пусковой установки 16/2. Первоначально площадка была построена для ракет-носителей Р-7А «Семёрка», но пока площадка была в рабочем состоянии, ни одного запуска не было произведено. В 1969 году площадка была разобрана на части, которые потребовались для восстановления площадки 31/6 на космодроме Байконур. Работы по восстановлению площадки № 16 начались в 1979 году и были завершены в 1981 году.

## Перечень пусков с площадки
| Дата               | Ракета-носитель | Полезная нагрузка (тип) | Космодром/Стартовый комплекс | SCD/NSSDC ID    | Результат |
| ------------------ | --------------- | ----------------------- | ---------------------------- | --------------- | --------- |
| 16 марта 1981 года | Молния-М        | Космос-1247 (Око)       | Плесецк-16/2                 | 12303/1981-016A | Успех     |
| 17 мая 2012 года   | Союз-У          | Космос-2480 (Кобальт-М) | Плесецк-16/2                 | 38335/2012-024A | Успех     |